# Dekanat Iwano-Frankiwsk
Dekanat Iwano-Frankiwsk – został utworzony w 1992 roku, obecnie jest jednym z 12 dekanatów katolickich w archidiecezji lwowskiej na Ukrainie. Na terenie dekanatu obecnie jest 13 kapłanów i 21 parafii (12 parafii nie posiada kapłana, ale w opisie dekanatu są to parafie z przynależnością posługi).

## Zgromadzenia zakonne
- Rzymska Unia Zakonu św. Urszuli (urszulanki) – Kołomyja, Iwano-Frankowsk.
- Siostry Służebniczki Przenajświętszej Dziewicy Maryi Niepokalanie Poczętej (służebniczki NMP) – Obertyn.
- Zgromadzenie Sióstr Miłosierdzia św. Wincentego a Paulo (szarytki) – Śniatyń.
- Zgromadzenie Sióstr św. Feliksa (felicjanki) – Zabłotów, Kosów.

## Parafie
- Bohorodczany (Богородчани) – parafia św. Wawrzyńca (kościół dojazdowy).
- Ceniawa (Ценява) – parafia Nawiedzenia NMP (kościół dojazdowy).
- Delatyn (Делятин) – parafia św. Franciszka (kościół dojazdowy).
- Gwoździec (Гвіздець) – parafia św. Antoniego, (kościół dojazdowy).
- Horodenka (Городенка) – parafia św. Rocha (kościół dojazdowy).
- Jabłonica (Яблуниця) – parafia św. Zygmunta Gorazdowskiego.
- Jaremcze (Яремче) – parafia św. Józefa Bilczewskiego.
- Kołomyja (Коломия) – parafia św. Ignacego Loyoli
- Kosów (Косів) – parafia NMP Różańcowej.
- Kuty (Кути) – parafia Najświętszego Serca Pana Jezusa
- Łysiec (Лисець) – parafia Wniebowzięcia NMP (kościół dojazdowy).
- Miliów (Міліїве) – parafia św. Anny (kościół dojazdowy).
- Nadwórna (Надвірна) – parafia Wniebowzięcia NMP.
- Obertyn (Обертин) – parafia św. Apostołów Piotra i Pawła.
- Ottynia (Отинія) – parafia Wniebowzięcia NMP (kościół dojazdowy).
- Stanisławów (Івано-Франківськ) – parafia Chrystusa Króla.
- Śniatyń (Снятин) – parafia NMP z Góry Karmel.
- Tłumacz (Тлумач) – parafia św. Anny (kościół dojazdowy).
- Waszkowce (Вашківці) – parafia Wniebowzięcia NMP (kościół dojazdowy).
- Worochta (Ворохта) – parafia Narodzenia NMP (kościół dojazdowy).
- Wyżnica (Вижниця) – parafia św. Apostołów Piotra i Pawła (kościół dojazdowy).
- Zabłotów (Заболотів) – parafia Przenajświętszej Trójcy.